# Луїс де Ґонґора
Лу́їс де Ґо́нґора (1561—1627) — іспанський поет епохи бароко. Упродовж тривалого часу його вважали «незрозумілим», «темним», недоступним простому читачеві. Зацікавленість його творчістю зародилася у XX ст., перш за все зусиллями таких поетів, як Рубен Даріо і Федеріко Ґарсія Лорка. Твори Ґонґори не були надруковані за життя. Але вже в першому виданні збірки віршів, що вийшла в рік смерті, його назвали «іспанським Гомером».

## Життєпис
Дон Луїс де Ґонґора-і-Арґоте народився та більшу частину життя прожив у Кордові. Його батько Франциско де Арґоте, радник і суддя у справах конфіскації майна, мати — Леонора де Ґонґора, походила зі старовинної шляхетської родини. Початкову освіту поет здобув у будинку свого батька в Андалусії.
У 1568 році народився молодший брат Луїса — Хуан. У сім'ї було вирішено, що Хуан успадкує родинне майно, а Луїс церковну ренту свого дядька — за материнською лінією Франсіско де Ґонґори, який на той час став першою духовною особою в Кордовському соборі. Склавши заповіт, дядько Дон Франциско залишив значну частину свого майна знову ж таки молодшому племінникові Хуану, відсовуючи Луїса на другий план. Крім того, за розпорядженням заступника, обидва племінники були зобов'язані носити на першому місці материнське прізвище, а не прізвище батька, як це було прийнято.
Здобувати освіту Ґонґора вирушає в Саламанківський університет, і, будучи ще студентом, у 1580 році публікує свою першу поему. Часто проводить час у товаристві акторів або за вигадуванням легковажних віршів, і коло його спілкування обмежується лише людьми із знатних і спроможних сімей.
Закінчивши університет, Ґонґора приймає сан диякона. Проте його платня не сягає навіть двох дукатів на рік. Не поліпшив його становища і приїзд у церковну спільноту єпископа Пачеко, який, зібравши всіх її членів для настанови, звинуватив Ґонґору в тому, що він нерегулярно присутній у хорі, розмовляє під час служби, відвідує кориди, спілкується з акторами і пише легковажні вірші. За це на нього накладають штраф у розмірі чотирьох дукатів, що більш, ніж вдвічі перевищує його річний дохід.
Але, незважаючи на невдачі та бідність, Ґонґора живе активним суспільним життям, багато подорожує Іспанією, невпинно добивається хоч якогось прибуткового призначення. А в грудні 1617 року він отримує звання капелана (духівника) його величності при дворі Філіппа III, місце почесне, але й тут його платня ледве перевищує 820 реалів на місяць, так що фінансова скрута не покидає його, змушує розпродавати майно, щоб віддати борги.
В кінці життя Луїс де Ґонґора опиняється в жахливому становищі, він практично не має можливості виїжджати з будинку. У 1626 році у нього трапляється інсульт, він практично втрачає розум. Королева посилає до нього своїх лікарів, але 23 травня 1627 року у Кордові Ґонґора вмирає в убогості. У грудні того ж року Хуан Лопес де Вікунья публікує першу збірку його віршів «Вигадування у віршах іспанського Гомера». Потім ця збірка була конфіскована інквізицією і не перевидавалася до 1633 року.

## Творчість

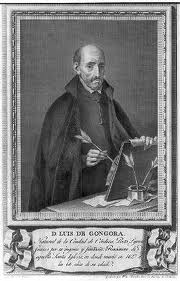
Луїс де Ґонґора (портрет)
Як і поезія Відродження, творчість Ґонґори розвивалась у двох планах. Він використовував два стилі — один зрозумілий і простий, другий — складний і заплутаний, розрахований на вузьке читацьке коло. Було б помилкою вважати, що у перший період Ґонґора-і-Арґоте використовував «зрозумілий» стиль, а в другий — «темний». Обидва стилі існували паралельно і навіть взаємодіяли, оскільки вони — елементи єдиної поетичної системи Ґонґори.
Звертаючись до народнопоетичних жанрів, Ґонґора-і-Арґоте віддавав перевагу романсам і летриллям. У творах «ясного» стилю поет спирається на певний чіткий сюжет, простий і завершений мотив. Вибравши з народної поезії такий напрям, він створює свій варіант, досить відмінний від народного. Традиційні жанри народної поезії поет прикрашає різноманітними і складними художніми тропами — метафорами, антитезами, гіперболами. Загалом це створювало особливий стиль, позначений свідомою поетичною майстерністю, народний мотив поєднувався та контрастував з вишуканими мистецькими прийомами.
В автора є насмішкуваті та сатиричні летрильї, які тонко та граційно відтворюють почуття. Не меншим розмаїттям вирізняються і романси поета, в яких виразилося характерне для бароко протиставлення мистецтва природі, переконання в тому, що лише витончена майстерність може створити прекрасне. У художньо-тематичному аспекті ці романси досить строкаті: ліричні, прикордонні (присвячені боротьбі з маврами та перемогою над ними), мавританські. Крім серйозних, героїчних, він створив і бурлескно-сатиричні романси.
Головна перевага сонетів Луїса де Ґонґори — раціоналістична побудова, логічний розвиток думки. У нього є сонети, в яких суб'єкт оспівується та прославляється, а є — сатиричні. У сонетах першої групи Ґонґора-і-Арґоте прославляє живих і створює епітафії померлим, змальовує чудові іспанські міста та річки, описує пам'ятки архітектури тощо. У сонеті «До троянди» поет розмірковує над ефемерністю краси:
Родилась вчора ти — і завтра вмерти маєш.
Хто ж дав тобі життя на цю коротку мить?
Красою сяєш ти, щоб так недовго жить,
Щоб одійти в ніщо — так свіжістю палаєш!
Даремно ти себе надією втішаєш —
Ти маєш одцвісти, як одцвітають всі,
Приреченість лежить в самій твоїй красі,
Бо передчасно ти зів'янеш і сконаєш.
(Пер. Л. Первомайського)
Сонети Ґонґори, присвячені коханню й уславленню жіночої краси, також зазвичай побудовані на контрасті. Це контраст між життям і смертю, красою та неминучістю її знищення.

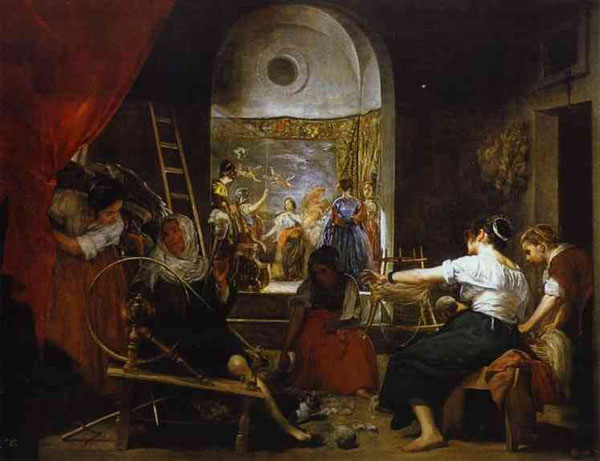
Усамітнення (авт. О. Кондратьєва)
Стиль поета остаточно сформувався у поемах. Одна з них — «Історія Поліфема та Галатеї» («Fabula de Polifemo у Galatea», 1612) — написана октавами, її сюжет запозичений із «Метаморфоз» Овідія, які привабили автора своїм фантастичним характером і химерністю образів. Відштовхуючись від класичного взірця, Ґонґора-і-Арґоте створив закінчену та досконалу поему бароко, при цьому швидше ліричну, ніж оповідну.
Інакше принцип бароко виразився у «Поемах усамітнення» («Soledades», 1614). Луїс де Ґоноґора написав першу поему «Усамітнення полів» і частину другої — «Усамітнення берегів», плануючи створити ще дві: «Усамітнення лісів» і «Усамітнення пустель». Ці поеми значно різняться від «Історії Поліфема та Галатеї». У них відсутня фабула, немає заданої класичної традиції та чіткої віршованої форми. Автор сам склав сюжет і написав їх сільвою — довільною комбінацією 11- і 7-складових рядків, що давало поетові більшу внутрішню свободу.
У «Поемах усамітнення» співчутливо змальовується життя на лоні природи. Ґонґора-і-Арґоте наділений талантом гостро сприймати природу як конкретну чуттєву реальність, але вона не лише вабить його, а й відштовхує. Природа в тому вигляді, в якому вона існує, на думку поета, негідна поезії, оскільки в ній багато потворного, незграбного, недосконалого. Змінити її можна за допомогою мови та стилю. Захищаючись від критиків, які нападали на його «Поеми усамітнення», Ґонґора-і-Арґоте зауважив в листі, що хотів надати іспанській мові вишуканого характеру латині. З цією метою поет насичував свій словник латинськими й італійськими словами, використовував архаїзми та неологізми, вживав іспанські слова у відмінному від загальноприйнятого значенні.
Щоб зрозуміти поезію Луїса де Ґонґори, необхідно детально розглянути його «темний» стиль, ті стилістичні прийоми та вишукані ходи, які він використовує, щоб перетворити реальний світ у світ стилізований і фантастичний. Поезія письменника оперує живописом і музикою, вона спрямована на візуальне та слухове відчуття. Дивовижна музичність віршів поета складає додаткове джерело їхнього художнього чару. Водночас автор не просто змальовує, він намагається виділити найефектніші властивості предмета. Явища природи та людей, яких він зображує, зіставляє з золотом, сріблом, порівнює з кришталем і мармуром.
Складність і «темнота» мистецтва Ґонґори-і-Арґоте пояснюється не стільки глибиною висловлених у ньому ідей, скільки навмисним прагненням поета ускладнити манеру їхнього вираження. У листі з приводу свого стилю поет пояснював, що він прагне до «темного» та заплутаного, бо його мистецтво повинно бути доступним лише невеликій кількості освічених знавців-аристократів, він пише для обраних.

## Визнання
Святкування трьохсотої річниці з дня смерті великого іспанського поета Луїса де Ґонґора-і-Арґоте було використане поколінням у 1927 р., як привід для розгортання широкої кампанії на захист своїх власних поетичних принципів. Брав участь в цій кампанії Ґарсія Лорка, він дотримувався багато в чому самостійної позиції, відмежувавшись від «елітарності», властивої виступам деяких його соратників. Метою лекції, над якою він працював три місяці і яку виголосив у гранадськім Атенеї 13 лютого 1926 р., було популярне тлумачення особливостей поетичного новаторства Ґонґори, призначене недосвідченим слухачам, «щоб вони зрозуміли і просвітилися…», «І вони зрозуміли!» — розповідав поет Хорхе Гільєну (1 березня 1926 р).